# Sismògraf (festival)

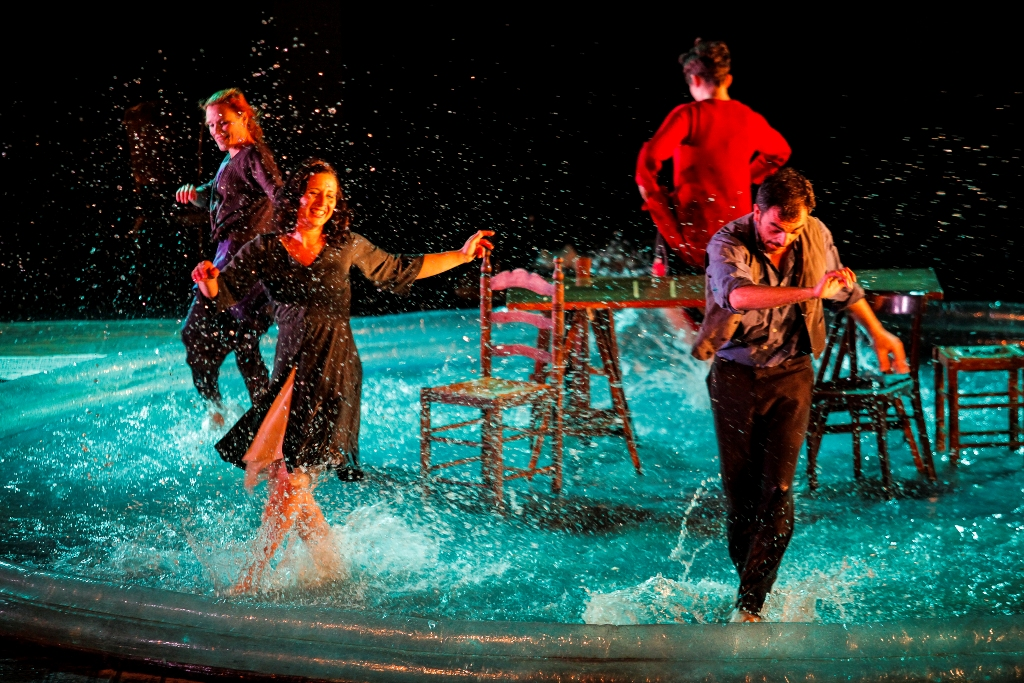
Lazurd, de Senza Tempo, a Sismògraf 2014.

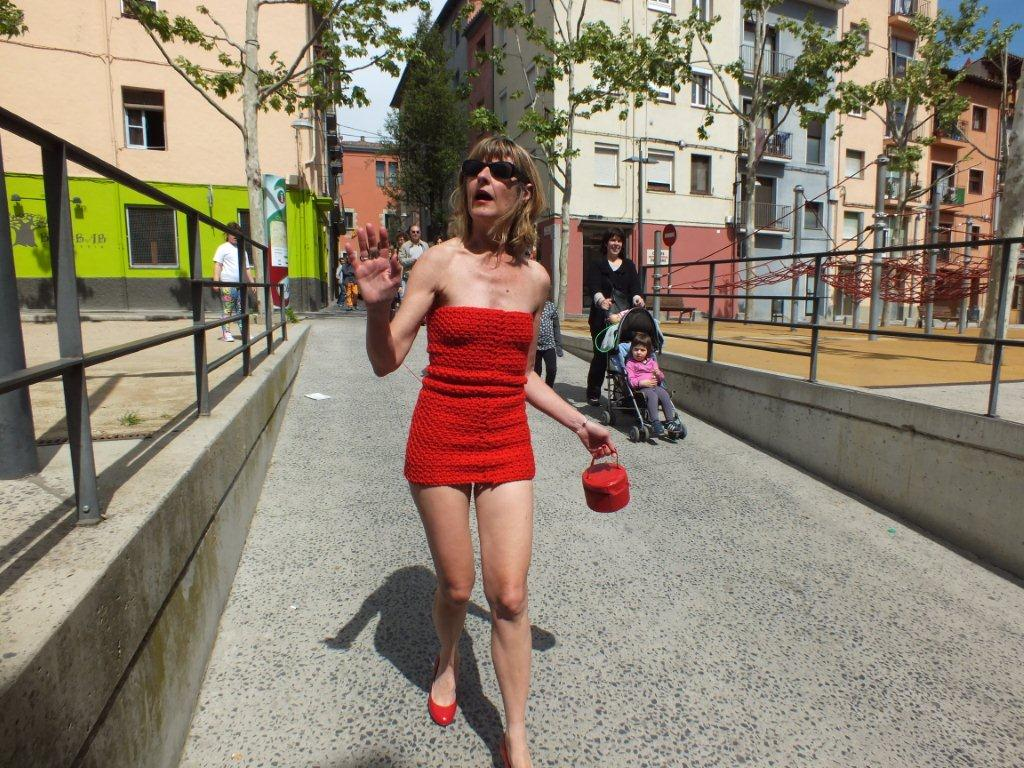
La dansa contemporània pren els carrers d'Olot durant el festival Sismògraf.

Sismògraf és un festival de dansa contemporània que se celebra cada mes d'abril a Olot (la Garrotxa) durant tot un cap de setmana, incloent àrees com el circ, l'art audiovisual o la poesia. Nascut el 2009, està organitzat per l'Ajuntament d'Olot i el Departament de Cultura de la Generalitat de Catalunya, amb la col·laboració de la Diputació de Girona. El festival forma part de l'Associació de Professionals de la Dansa a Catalunya (APDC), de l'Associació de Companyies Professionals de Dansa de Catalunya (ACPDC), Arts de Carrer i Acieloabierto. La seva directora és Tena Busquets.

## Història
Sismògraf es va celebrar per primer cop el 2009, al voltant del Dia Internacional de la Dansa, amb la voluntat de crear un punt de trobada entre creadors i programadors, per una banda, i d'apropar la dansa a nous públics, per una altra banda. Forma part de Creative Catalonia, programa per la internacionalització de la cultura i les arts de Catalunya. El 2015 la Generalitat de Catalunya el considerà un mercat estratègic de la dansa a Catalunya. Aquell mateix any, el festival va aplegar fins a 10.000 visitants durant els 4 dies del festival. El 2020, a causa de la pandèmia de la COVID-19 es va transformar en un festival essencialment virtual. L'edició de 2021 ja recuperà la presencialitat.